# Playa de Paxariñas
La playa de Paxariñas es una playa del municipio de Sangenjo. Tiene forma de media concha, ubicada en un entorno semiurbano y limitada, en su margen izquierda, por la Punta de Elmo o Punta do Cavicastro y, en su margen derecha, por la Punta de Paxariñas. Se trata de una playa de arena blanca y fina, ventosa y con oleaje moderado. Dispone de zona de fondeo de embarcaciones. La playa de Paxariñas tiene bandera azul.

## Acceso
Desde Sangenjo, por la carretera C-550 en dirección a Portonovo, en Fontenla, tomar desvío a la izquierda a la playa de Paxariñas.